# قائمة السيارات الألمانية
هذه قائمة للسيارات الألمانية نحاول فيها أن نعدد كل السيارات الألمانية من قبل الشركات الألمانية المصنعة للسيارات في الحاضر.

## كبرى الشركات الألمانية المصنعة للسيارات حالياً
| اسم الشركة  | عمر التصنيع                                                 |
| ----------- | ----------------------------------------------------------- |
| مرسيدس بنز  | من سنة 1886 إلى الوقت الحاضر.                               |
| أوبل        | من سنة 1898 إلى الوقت الحاضر.                               |
| أودي        | من سنة 1910 إلى 1939، ثم عادت من سنة 1965 إلى الوقت الحاضر. |
| مايباخ      | من سنة 1921 إلى 1941، ثم عادت من سنة 2002 إلى الوقت الحاضر. |
| بي ام دبليو | من سنة 1928 إلى الوقت الحاضر.                               |
| فولكس فاجن  | من سنة 1936 إلى الوقت الحاضر.                               |
| بورش        | من سنة 1948 إلى الوقت الحاضر.                               |
| سكودا       | من سنة 1997 إلى الوقت الحاضر.                               |

## شركات ألمانية أخرى مصنعة للسيارات
في التاريخ الألماني هنالك العشرات من شركات تصنيع السيارات الألمانية الأخرى ولكن هذه هي أسماء السيارات المستمر تصنيعها إلى الوقت الحاضر.
| اسم الشركة | الاسم بالألمانية             | عمر التصنيع                   |
| ---------- | ---------------------------- | ----------------------------- |
| ألبينا     | Alpina Burkard Bovensiepen   | من سنة 1965 إلى الوقت الحاضر. |
| لوتك       | Lotec                        | من سنة 1981 إلى الوقت الحاضر. |
| آيسدره     | Isdera                       | من سنة 1983 إلى الوقت الحاضر. |
| كيناث      | Keinath                      | من سنة 1996 إلى الوقت الحاضر. |
| فيزمان     | Wiesmann Auto-Sport          | من سنة 1997 إلى الوقت الحاضر. |
| هاوزر      | Hauser                       | من سنة 1998 إلى الوقت الحاضر. |
| يس         | Young Engineers Sportscar    | من سنة 1999 إلى الوقت الحاضر. |
| أيبال      | Apal                         | من سنة 1999 إلى الوقت الحاضر. |
| جيتكار     | Jetcar                       | من سنة 2000 إلى الوقت الحاضر. |
| غومبرت     | Gumpert Sportwagenmanufaktur | من سنة 2004 إلى الوقت الحاضر. |
| آرتيغا     | Artega GT                    | من سنة 2007 إلى الوقت الحاضر. |